# 서울광남초등학교
서울광남초등학교는 대한민국 서울특별시 광진구 광장동에 있는 공립 초등학교이다.

## 학교 연혁
- 1990년 1월 2일: 서울광남국민학교 설립인가
- 1990년 6월 7일: 개교식
- 1996년 3월 1일: 서울광남초등학교로 교명 개칭

## 참고 자료
- 서울광남초등학교 - 한국교육학술정보원 학교알리미